# 6356 Tairov
A 6356 Tairov (ideiglenes jelöléssel 1976 QR) a Naprendszer kisbolygóövében található aszteroida. Nyikolaj Sztyepanovics Csernih fedezte fel 1976. augusztus 26-án.